# Hyalinobatrachinae
Famille
Les Hyalinobatrachinae sont une sous-famille d'amphibiens de la famille des Centrolenidae. 

## Répartition
Les espèces des deux genres de cette sous-famille se rencontrent en Amérique centrale et en Amérique du Sud.

## Liste des genres
Selon Amphibian Species of the World (22 mai 2013) :
- Celsiella Guayasamin, Castroviejo-Fisher, Trueb, Ayarzagüena, Rada, & Vilà, 2009
- Hyalinobatrachium Ruiz-Carranza & Lynch, 1991

## Systématique
La sous-famille des Hyalinobatrachinae a été créée en 2009 par Juan M. Guayasamin, Santiago Castroviejo-Fisher (d), Linda Trueb, José Ayarzagüena, Marco Rada (d) et Carles Vilà (d)
Hyalinobatrachinae a pour synonyme :
- Hyalinobatrachiinae Guayasamin, Castroviejo-Fisher, Trueb, Ayarzagüena, Rada & Vilà, 2009

## Publication originale
- (en) Guayasamin, Castroviejo-Fisher, Trueb, Ayarzagüena, Rada & Vilà, 2009, « Phylogenetic systematics of Glassfrogs (Amphibia: Centrolenidae) and their sister taxon Allophryne ruthveni », Zootaxa, n. 2100, p. 1–97 (lire en lignel).